# Hestrus
Hestrus é uma comuna francesa na região administrativa de Altos da França, no departamento de Pas-de-Calais. Estende-se por uma área de 7,8 km². Em 2010 a comuna tinha 243 habitantes (densidade: 31,2 hab./km²).